# سيلينة إيطالية
السيلينة الإيطالية (باللاتينية: Silene italica) نوع نباتي يتبع جنس السيلينة من الفصيلة القرنفلية.

## الموئل والانتشار
موطنها المشرق العربي وتركيا وقبرص ومعظم مناطق أوروبا.

## مرادفات للاسم العلمي
- (باللاتينية: Cucubalus italicus L.)
- (باللاتينية: Silene pilosa (Willd.) Spreng.)